# 天启挂毯
《天启挂毯》（Tenture de l'Apocalypse）是收藏于法国昂热城堡的一幅中世纪挂毯，由安茹公爵路易一世委托完成于1377年至1382年间，描绘的是《启示录》中的故事。这幅挂毯共包含90个场景，18世纪末一度失窃，但在19世纪被追回并得到修复。它是现存最古老的法国中世纪挂毯。

## 历史

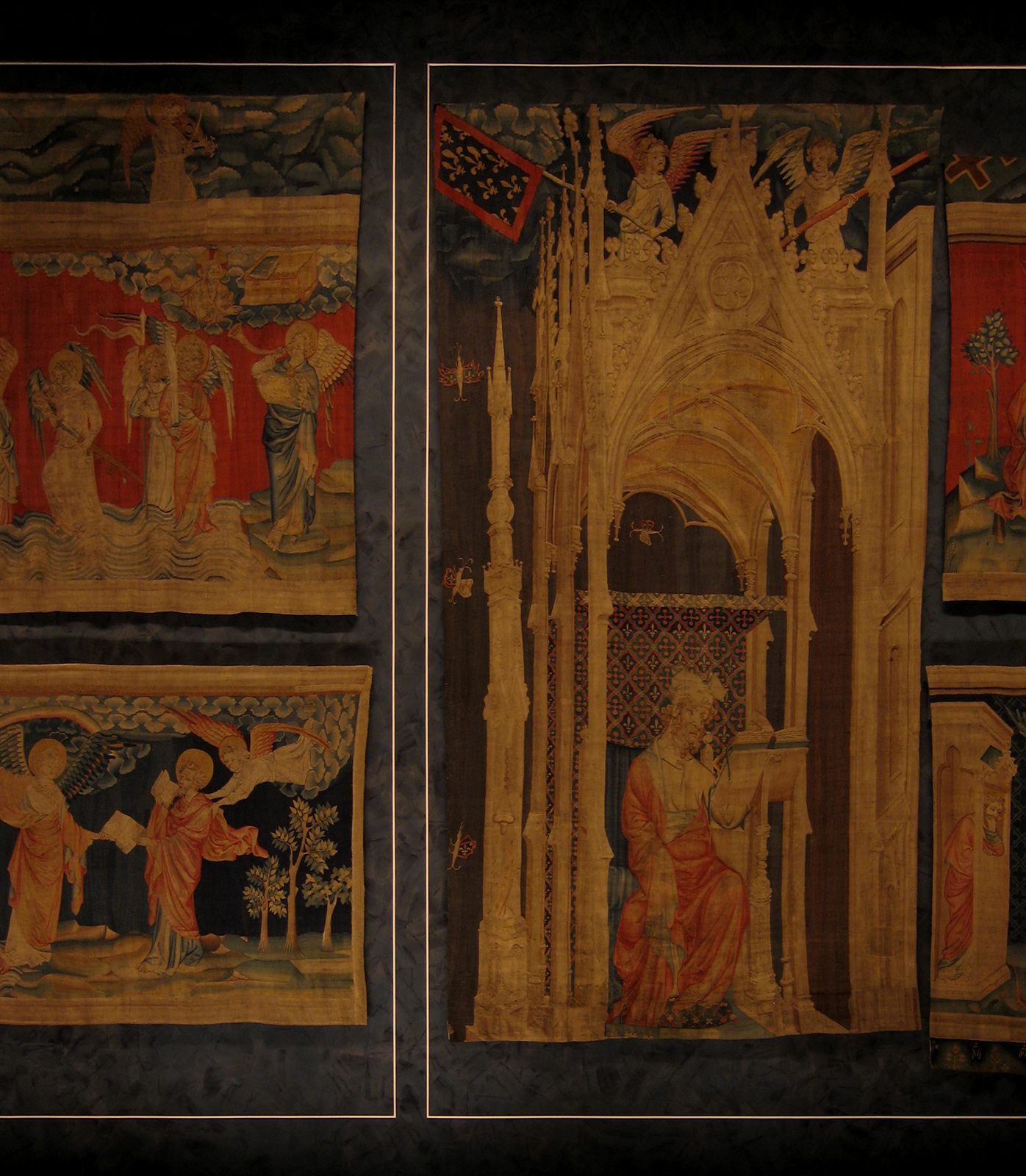
细节

安茹公爵路易一世在1370年代末委托弗莱芒的艺术家Jean Bondol绘制了挂毯的草稿，然后再1377年至1380年间由Nicolas Bataille在巴黎开始编织，1382年完工。其用途不明，可能是为了炫耀瓦卢瓦王朝的实力。
挂毯描绘的是《启示录》中的故事。在14世纪，“天启”是一个常见的故事主题，存在许多版本。虽然故事本身涉及到破坏、死亡，但仍以正义的胜利而告终。《天启挂毯》上的故事版本最早出现于梅茨，1250年左右被改编成英语版。此外，此挂毯可能还受到了里尔法官1367年献给查理五世的一幅大挂毯的影响。
1480年，安茹的勒內将挂毯赠给昂热大教堂。法国大革命期间，它被人掠走并分裁成片，流落各地，曾被用来铺地、隔离马厩等。1848年，天启挂毯被重新收集起来并在1870年送回昂热大教堂。
但大教堂没有保存挂毯的条件，于是在1954年移到附近的昂热城堡保存。1990年至2000年间，城堡对保存挂毯的房间进行修整，提升了光线和通风设备。

## 挂毯
挂毯可分为六部分，每部分宽78-英尺（24-），高20-英尺（6.1-），共含90个场景。场景的背景色或红或蓝，互相间隔。但现在的天启挂毯只有71个场景是原版。

## 脚注
1. 1 2  Mesqui, p.49.
2. ↑  Mesqui, p.44; Klein, p.191.
3. ↑  Mesqui, p.44.
4. ↑  Mesqui, p.50.
5. 1 2  Bausum, p.70.
6. ↑  Aberth, p.186; Benton, p.199.
7. ↑  Mesqui, p.45.
8. ↑  Klein, pp.188-189, 191; Aberth, p.190.
9. ↑  Bell, p.88.
10. ↑  Benton, p.200; Belozerskaya, p.92.
11. 1 2  Mesqui, p.39.
12. 1 2  Mesqui, p.40.
13. ↑  Benton, p.199.
14. ↑  Benton, p.200.